# Liste de fortifications bastionnées
Listes d'ouvrages de fortification bastionnée et fortification de transition.

## Afrique

### Afrique du Sud
- Fort de Goede Hoop (en)
- Fort de Bonne-Espérance

### Bénin
- Fort portugais de Ouidah

### Cap Vert
- Fort D'El-Rei (en) (Mindelo)
- Fort Duc de Bragança (en)
- Fort de Príncipe Real (en) (Preguiça)
- Fort Real de São Filipe
- Fort de São José (Maio) (en)

### Ghana
- Fort Saint Jago
- Fort Santo Antonio
- Fort Osu Christiansborg
- Saint-Georges-de-la-Mine
- Fort São Sebastião

### Guinée-Bissau
- Fort de Cacheu (en)
- Forteresse de São José da Amura (en)

### Mozambique
- Fort Nossa Senhora da Conceição (Inhambane) (en)
- Fort Nossa Senhora da Conceição de Lourenço Marques
- Fort Santo António (Ibo) (en)
- Fort São Caetano de Sofala
- Fort São João Baptista (Ibo) (en)
- Fort São José (Ibo) (en)
- Fort São Lourenço (Mozambique) (en)
- Fort São Marçal (en) Sena
- Forteresse de Saint-Sébastien (Mozambique)
- Fort São Tiago Maior (en) Tete

### São Tomé et Príncipe
- Fortaleza de Santo António da Ponta da Mina (en)
- Fort São Jerónimo (São Tomé and Príncipe) (en)
- Musée national de Sao Tomé-et-Principe

## Europe

### Allemagne

#### Berlin

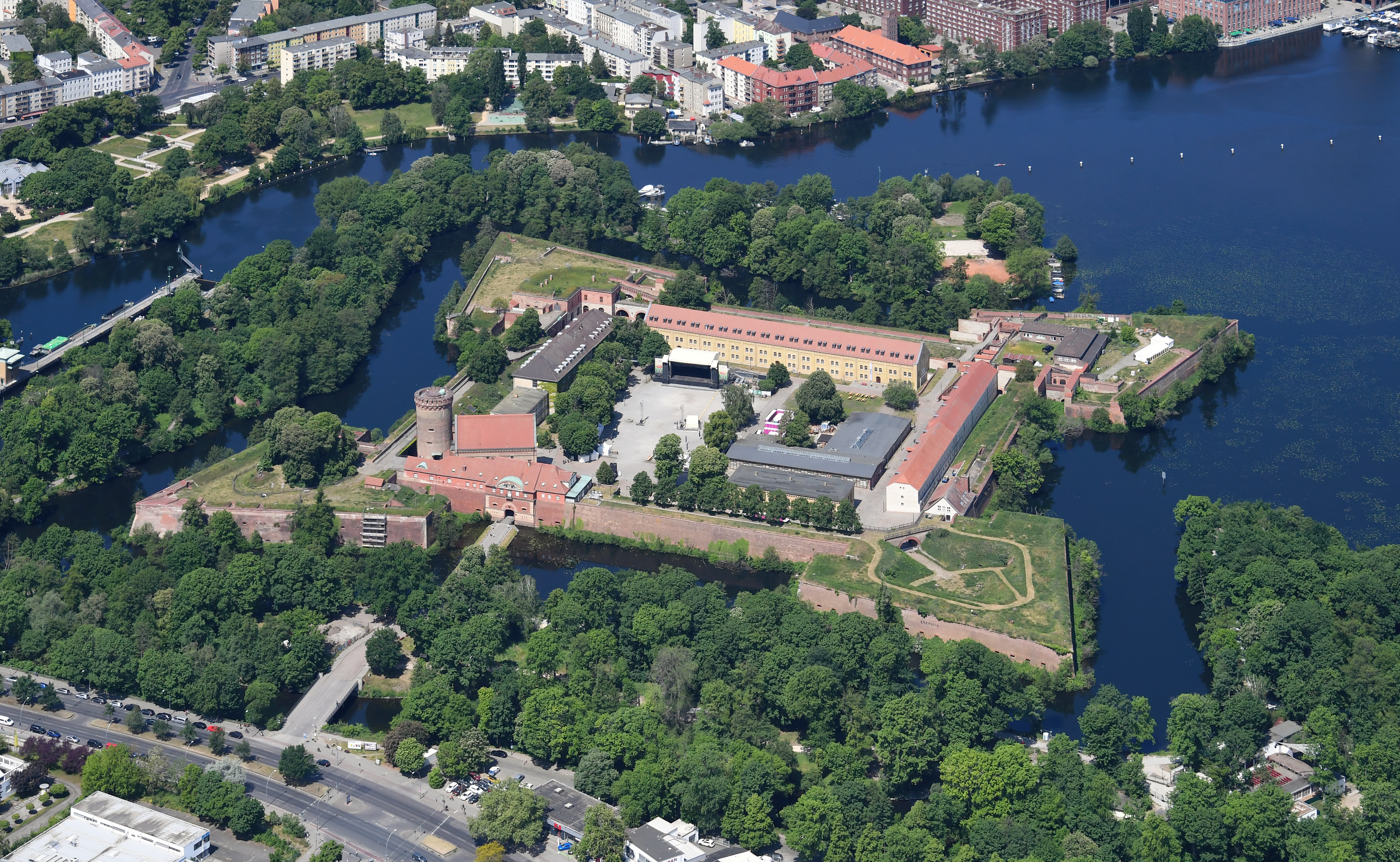
Vue aérienne de la Citadelle de Spandau.

- Spandau : citadelle

#### Rhénanie-du-Nord-Westphalie
- Juliers : citadelle ;

### Belgique

#### Anvers
- Anvers : enceinte urbaine et citadelle.

#### Brabant et Bruxelles
- Bruxelles : voir fortifications de Bruxelles ;
- Diest : citadelle ;
- Louvain : enceinte urbaine ;
- Saint-Gilles : fort de Monterey* ;
- Uccle : fort Jaco*.

* partie des fortifications de Bruxelles.

#### Flandre-Occidentale
- Bruges : enceinte urbaine et fort de Bavière (Fort van Beiren) ;
- Courtrai : enceinte urbaine et citadelle ;
- Damme : enceinte urbaine et ancien fort de Damme ;
- Furnes : enceinte urbaine ;
- Menin : enceinte urbaine ;
- Ypres : enceinte urbaine.

#### Flandre-Orientale
- Gand : enceinte urbaine et citadelle.

#### Hainaut
- Ath : enceinte urbaine ;
- Charleroi : forteresse ;
- Mons : enceinte urbaine ;
- Tournai : voir fortifications de Tournai.

#### Liège
- Liège : enceinte urbaine, citadelle et fort de la Chartreuse ;

#### Luxembourg
- Bouillon : enceinte urbaine et château.

#### Namur
- Dinant : enceinte urbaine et citadelle ;
- Mariembourg : forteresse ;
- Namur : enceinte urbaine et citadelle ;
- Philippeville : forteresse.

### Biélorussie
- Liste de fortifications en Biélorussie

### Chypre
- Muraille de Nicosie

### Croatie
- Bilje
- Čakovec
- Karlovac
- Osijek
- Pula
- Senj
- Šibenik
- Slavonski Brod
- Ston
- Zadar

### Danemark
- Copenhague : Christianshavn, Kastellet
- Château de Kronborg
- Fredericia
- Nyborg (en Fionie)

### Espagne

#### Huesca
- Jaca : citadelle.

### Estonie
- Château de Kuressaare
- Narva
- Paldiski
- Pärnu
- Tallinn : Vanalinn
- Tartu

### Finlande
- Hämeenlinna
- Forteresse d'Hamina
- Forteresse de Kärnäkoski
- Suomenlinna

### France

#### Alpes-Maritimes
- Nice : château et fort du mont Alban ;
- Villefranche-sur-Mer : citadelle Saint-Elme.

#### Meuse
- Montmédy : citadelle et enceinte urbaine.

#### Nord
- Avesnes-sur-Helpe : enceinte urbaine ;
- Bergues : enceinte urbaine ;
- Cambrai : voir fortifications de Cambrai ;
- Le Cateau-Cambrésis : enceinte urbaine ;
- Condé-sur-l'Escaut : enceinte urbaine ;
- Coudekerque-Branche : fort Louis (partie des fortifications de Dunkerque) ;
- Coudekerque-Village : fort Vallières (partie des fortifications de Dunkerque) ;
- Douai : enceinte urbaine et fort de Scarpe ;
- Dunkerque :  voir fortifications de Dunkerque ;
- Gravelines : enceinte urbaine ;
- Landrecies : enceinte urbaine ;
- Lille : voir fortifications de Lille ;
- Maubeuge : enceinte urbaine ;
- Le Quesnoy : enceinte urbaine ;
- Valenciennes : enceinte urbaine, citadelle ;

#### Pyrénées-Orientales
- Salses-le-Château : forteresse de Salses.

#### Var
- Toulon : fort Lamalgue.

### Grèce
- Héraklion : enceinte urbaine.

### Hongrie
- Komárom

### Irlande
- Fort de Duncannon (en)
- Charles Fort (bâtiment)
- Fort Elizabeth (en)
- Spike Island, County Cork (en)
- Phoenix Park

### Italie
- Alessandrie (Piémont) : Citadelle d'Alessandria
- Ancône (Marches)
- Arezzo
- Bari
- Barletta
- Brindisi
- Cagliari (Sardaigne)
- Capoue (Campanie)
- Città di Castello (Ombrie)
- Copertino
- Crotone (Calabre)
- Gênes (Ligurie)
- Grosseto
- Guastalla (Émilie-Romagne)
- Lecce
- Mola di Bari (Pouilles)
- Poggio Imperiale (Pouilles)
- Sabbioneta (Lombardie)
- Savone (Ligurie)
- Vado Ligure (Ligurie)
- Vinadio (Piémont)

#### Frioul-Vénétie julienne
- Palmanova : forteresse ;

#### Toscane
- Livourne : Vieille Forteresse
- Lucques : enceinte urbaine
- Poggibonsi
- Porto Ercole
- Radicofani : Forteresse Priamar

### Lituanie
- Château de Biržai
- Château de Kaunas
- Château de Klaipėda
- Château de Trakai

### Luxembourg
- Liste de fortifications au Luxembourg

### Malte
- Liste de fortifications à Malte
- Fort Ricasoli
- Fort Saint-Ange
- Fort Saint-Elme
- Fort Saint Lucian (en)
- Fort Saint-Michel
- Fort Saint-Sauveur (en)
- Fortifications de Mdina (en)
- Ir-Rabat (Gozo), Città Victoria
- Għajnsielem (Gozo) : Fort Chambray
- Fort Manoel (Manoel)

### Norvège
- Liste de fortifications en Norvège

### Pays-Bas
- Liste de fortifications aux Pays-Bas

### Pologne
- Liste de fortifications en Pologne

### Portugal
- Liste de fortifications au Portugal

### Roumanie
- Liste de fortifications en Roumanie

### Royaume-Uni
- Liste de fortifications au Royaume-Uni

### Russie
- Liste de fortifications en Russie

### Serbie
- Liste de fortifications en Serbie

### Slovaquie
- Holíč
- Komárno
- Leopoldov
- Nové Zámky
- Liste de châteaux en Slovaquie (en)

### Suède
- Liste de fortifications en Suède

### Suisse
- Liste de fortifications en Suisse

### Tchéquie
- Brno : Forteresse du Spielberg
- Hradec Králové
- Jaroměř : Forteresse Josefov (en)
- Mosty u Jablunkova
- Olomouc
- Prague : Vyšehrad
- Terezín

### Ukraine
- Liste de fortifications en Ukraine